# ستيف ديرينغ
ستيف ديرينغ هو عالم حاسوب ومهندس كندي، ولد في 1951.